# Сертифікація органічних продуктів
Сертифікація органічних продуктів (від англ. organic certification) —  це процес сертифікації виробників органічних продуктів та іншої органічної сільськогосподарської продукції. Загалом, будь-який бізнес, що безпосередньо займається виробництвом продукції, може бути сертифікованим, зокрема постачальники насіння, фермери, переробники харчових продуктів, роздрібна торгівля та ресторани. Менш відомим аналогом є сертифікація органічного текстилю (або органічного одягу), яка включає сертифікацію текстильних виробів, виготовлених з органічно вирощених волокон.
Вимоги сертифікації органічної продукції варіюються від країни до країни, і, як правило, включають набір стандартів вирощування, зберігання, переробки, пакування та транспортування, які включають:
- уникнення застосування синтетичних хімічних речовин (наприклад, добрив, пестицидів, антибіотиків, харчових добавок), опромінення, використання осаду стічних вод;[2]
- уникнення використання генетично модифікованого насіння;
- заборону використання сільськогосподарських угідь, вільних від заборонених хімічних речовин протягом декількох років (часто від трьох і більше);
- для худоби — дотримання особливих вимог щодо кормів, утримання та розведення;
- ведення детальних записів про виробництво та продажі (аудиторський слід);
- дотримання суворого фізичного відокремлення органічної продукції від неорганічної (несертифікованої);
- проходження періодичних перевірок на місцях.

У деяких країнах сертифікація контролюється урядом, а комерційне використання терміна «органічний» законодавчо обмежене. Сертифіковані органічні виробники також підпадають під дію тих самих державних норм щодо сільського господарства, безпеки харчових продуктів та інших, які застосовуються до несертифікованих виробників.
Сертифіковані органічні продукти не обов'язково не містять пестицидів, оскільки деякі пестициди дозволені.

## Мета сертифікації органічної продукції
Сертифікація органічної продукції спрямована на задоволення зростаючого попиту на органічні продукти в світі. Вона покликана гарантувати якість, запобігати шахрайству та сприяти розвитку торгівлі. Хоча така сертифікація не була необхідною на початку розвитку органічного руху, коли дрібні фермери продавали свою продукцію безпосередньо на фермерських ринках, з ростом популярності органічної продукції все більше споживачів купують органічні продукти через традиційні канали, такі як супермаркети. Таким чином, споживачі повинні покладатися на сертифікацію третьої сторони.
Для виробників органічних продуктів сертифікація визначає постачальників продукції, які можуть брати участь у сертифікованих операціях. Для споживачів «сертифікована органічна продукція» слугує гарантією якості продукту, подібно до маркувань «низький вміст жиру», «100% цільної пшениці» або «без штучних консервантів».
Сертифікація спрямована на регулювання та полегшення продажу органічної продукції споживачам. Окремі органи сертифікації мають власні знаки обслуговування, які можуть виступати брендингом для споживачів. Орган сертифікації може сприяти високому рівню впізнаваності свого логотипу споживачами, що є маркетинговою перевагою для виробників.

## Методи сертифікації органічної продукції

### Сертифікація третьою стороною
При сертифікації третьою стороною підприємства агропродовольчого сектору (всі галузі органічного виробництва та обігу органічної продукції) сертифікуються відповідно до національних або міжнародних органічних стандартів акредитованим органом сертифікації. Для сертифікації підприємства попередньо необхідно здійснити низку нових заходів на додаток до вимог ведення звичайної сільськогосподарської діяльності:
- Вивчення органічних стандартів, які детально описують, що дозволено, а що ні для кожного аспекту ведення агропродовольчої діяльності, включаючи зберігання, транспортування та продаж.
- Відповідність — агропродовольче підприємство та методи виробництва повинні відповідати стандартам, що може передбачати модифікацію споруд та господарських об’єктів, пошук та зміну постачальників тощо.
- Документація — необхідна велика кількість документів, що детально описують історію господарства та його поточний стан, а також, як правило, включають результати аналізів ґрунту та води.
- Планування — необхідно подати письмовий річний план виробництва, в якому детально описати все — від насіння до продажу: джерела насіння, місця розташування полів і посівів, внесення добрив і боротьбу зі шкідниками, методи збору врожаю, місця зберігання і т.д.
- Інспекція — щорічні перевірки на господарстві є обов'язковими, з фізичним оглядом, вивченням документації та усним опитуванням. Переважна більшість інспекцій — це заздалегідь заплановані візити.
- Плата — щорічна плата за інспекцію/сертифікацію.
- Ведення документації —щоденні записи, що охоплюють усі види сільськогосподарської та маркетингової діяльності , і повинні бути доступними для перевірки в будь-який час.

Крім того, можуть проводитися раптові перевірки без попередження, а також можуть вимагатися специфічні аналізи (наприклад, аналізи ґрунту, води, тканин рослин тощо).
Для сертифікації агропродовольчого підприємства, які вперше отримують сертифікат, ґрунт повинен відповідати основним вимогам щодо відсутності застосування заборонених речовин (синтетичні хімікати тощо) впродовж кількох років. Неорганічне господарство має дотримуватися органічних стандартів протягом цього періоду, часто два-три роки. Це називається перехідним періодом. Культури перехідного періоду не вважаються повністю органічними.
Сертифікація інших видів діяльності, окрім фермерських господарств, відбувається за аналогічною схемою. Основна увага приділяється якості інгредієнтів та інших  допоміжних продуктів, а також умовам переробки та обробки. Транспортна компанія повинна детально описати використання та обслуговування своїх транспортних засобів, складських приміщень, контейнерів тощо. Для ресторанів проводиться перевірка приміщень, а його постачальники перевіряються на предмет наявності сертифікату органічного виробництва.

### Групова (партисипативна) сертифікація
Системи спільних гарантій (ССГ) є альтернативою сертифікації третьою стороною, що адаптовані для локальних ринків і коротких ланцюгів постачання. Вони також можуть доповнювати сертифікацію третьою стороною приватною торговою маркою, що забезпечує додаткові гарантії та прозорість. ССГ уможливлюють безпосередню участь виробників, споживачів та інших зацікавлених сторін у:
- виборі та визначенні стандартів,
- розробці та впровадженні процедур сертифікації,
- прийнятті рішень щодо сертифікації.

Системи спільних гарантій також називають «груповою (партисипативною) сертифікацією».

## Сертифікація органічної продукції в Україні
В Україні органічна продукція виробляється та сертифікується згідно з органічним законодавством України, основними нормативними документами якого є:
- Закон України №2496-VIII «Про основні принципи та вимоги до органічного виробництва, обігу та маркування органічної продукції»;
- Наказ Мінагрополітики від 22.02.2019 №67«Про затвердження державного логотипа для органічної продукції»;
- Порядок (детальні правила) органічного виробництва та обігу органічної продукції, затверджений постановою КМУ від 23.10.2019 р. №970;
- Перелік речовин (інгредієнтів, компонентів), що дозволяється використовувати у процесі органічного виробництва та які дозволені до використання у гранично допустимих кількостях, затверджений наказом Міністерства економіки України від 09.06.2020 №1073.

В Україні сертифікація органічного виробництва відповідно до органічного законодавства України відбувається акредитованими  органами сертифікації, яких внесено до Державного реєстру органів сертифікації у сфері органічного виробництва та обігу органічної продукції, який веде Міністерство аграрної політики та продовольства України. Станом на початок травня 2024 року в цьому реєстрі лише один орган сертифікації – ТОВ «Органік Стандарт», який сертифікує і за іноземними стандартами також.
Влітку 2023 року в Україні також запрацював Державний реєстр операторів, що здійснюють виробництво органічної продукції відповідно до законодавства у сфері органічного виробництва, обігу та маркування органічної продукції, який веде Міністерство аграрної політики та продовольства України. Органічна продукція, що вводиться в обіг та реалізується в Україні, повинна маркуватися державним логотипом для органічної продукції.
Державний логотип для органічної продукції наноситься виключно на продукцію, вироблену відповідно до Закону України «Про основні принципи та вимоги до органічного виробництва, обігу та маркування органічної продукції», що підтверджено сертифікатом, що засвідчує відповідність процесу виробництва продукції та її обігу вимогам законодавства у сфері органічного виробництва, обігу та маркування органічної продукції.  
Додатково до сертифікації  відповідно до органічного законодавства України, більшість органічних операторів в Україні також сертифіковані відповідно до органічного законодавства ЄС. Крім того, українські органічні оператори часто сертифіковані відповідно до Національної органічної програми США (NOP) та/або Канадського органічного режиму (COR), Bio Suisse (Швейцарія), Naturland та Bioland (Німеччина), KRAV (Швеція). Органи іноземної сертифікації, що мають право на проведення сертифікації органічного виробництва та/або обігу органічної продукції відповідно до вимог законодавства іншого, ніж законодавство України, внесені до Переліку органів іноземної сертифікації, який веде Державна служба України з питань безпечності харчових продуктів та прав споживачів.  
Сертифікат, що підтверджує виробництво та/або обіг органічної продукції відповідно до законодавства, відмінного від українського, визнається в Україні з метою імпорту або експорту такої продукції, якщо він виданий іноземним органом сертифікації, включеним до Переліку іноземних органів сертифікації.
Державна установа «Офіс з розвитку підприємництва та експорту» (EEPO, Україна) відіграє важливу роль у сприянні українському органічному експорту.

## Відмінності сертифікації органічної продукції в різних країнах
| Маркування органічних продуктів |
| Україна                         |
| ------------------------------- |
| Європейський Союз               |
| США                             |
| Канада                          |
| Швейцарія                       |
| Німеччина                       |

У деяких країнах уряд здійснює формування органічних стандартів та нагляд за їхнім впровадженням. Сполучені Штати, Європейський Союз, Канада, Україна та ін. мають повністю впроваджене органічне законодавство, завдяки чому термін «органічний» маю право використовувати лише сертифіковані виробники. Можливість написати слово «органічний» на харчовому продукті є цінною маркетинговою перевагою на сучасному споживчому ринку. І щоб гарантувати, що продукт є органічним на законних підставах, була започаткована сертифікація, яка покликана захистити споживачів від зловживань цим терміном і полегшити купівлю органічних продуктів. Однак саме органічне маркування, яке стало можливим завдяки сертифікації, зазвичай потребує пояснень. У країнах, де немає органічного законодавства, державні директиви не є обов’язковими, а сертифікацією займаються неприбуткові організації та приватні компанії.
На міжнародному рівні ведуться переговори про еквівалентність, і деякі угоди вже діють, щоб гармонізувати сертифікацію між країнами, сприяючи міжнародній торгівлі. Існують також міжнародні органи сертифікації, в тому числі члени Федерації органічних сільськогосподарських рухів (IFOAM), які працюють над гармонізацією. Якщо між країнами не існує офіційних угод, органічна продукція на експорт часто сертифікується організаціями з країн-імпортерів, які можуть створювати постійні закордонні представництва для цієї мети. У 2011 році IFOAM представила нову програму —Сімейство стандартів IFOAM, яка намагається спростити гармонізацію. Бачення полягає в тому, щоб встановити використання одного єдиного глобального джерела (COROS) для доступу до якості стандартів, а не зосереджуватися на двосторонніх угодах.

### Північна Америка

#### Сполучені Штати Америки
У США «органічний» — це термін для маркування харчових або сільськогосподарських продуктів («харчові продукти, корми або волокна»), які були вироблені відповідно до органічних правил USDA, які визначають стандарти, що «інтегрують культурні, біологічні та механічні практики, які сприяють кругообігу ресурсів, екологічному балансу та збереженню біорізноманіття». Стандарти USDA визнають чотири типи органічного виробництва:
- Рослинництво: «Рослини, які вирощуються для збору врожаю харчовими продуктами, кормом для худоби або волокнами, що використовується для додавання поживних речовин в ґрунт».
- Тваринництво: «Тварини, які можуть бути використані у виробництві харчових продуктів, волокна або кормів».
- Оброблені/багатокомпонентні продукти: «Продукти, які були оброблені та упаковані (наприклад, нарізана морква) або комбіновані, оброблені та упаковані (наприклад, хліб або суп)».
- Дикорослі культури: «Рослини, що ростуть на  ділянках, які не обробляються».

Органічне сільське господарство повинно в кінцевому результаті підтримувати або покращувати якість ґрунту та води, а також зберігати водно-болотні угіддя, ліси та дику природу.
Після сертифікації USDA органічні продукти можуть експортуватися до країн, які наразі мають угоди про торгівлю органічними продуктами із США, включаючи Канаду, Європейський Союз, Японію та Тайвань, і не потребують додаткової сертифікації за умови дотримання умов угоди.

#### Канада
У Канаді сертифікація була запроваджена на федеральному рівні 30 червня 2009 року. Обов'язковій сертифікації підлягає сільськогосподарська продукція, яка представлена як органічна в імпортній, експортній та міжпровінційній торгівлі, або яка має федеральний органічний логотип. У Квебеку законодавство провінції забезпечує державний нагляд за органічною сертифікацією в провінції через Раду Квебеку з акредитації (Conseil D'Accréditation Du Québec). Тільки продукти, які містять щонайменше 95% органічних інгредієнтів, можуть бути марковані канадським органічним логотипом. На продуктах із вмістом від 70% до 95% органічних інгредієнтів можна зазначати, що вони містять xx% органічних інгредієнтів, однак вони не відповідають вимогам маркування канадським органічним логотипом. https://www.cbc.ca/news/canada/faqs-canada-s-rules-for-organic-food-1.985587 Перехід від неорганічного сільськогосподарського виробництва до органічного займає у виробників до трьох років для отримання органічної сертифікації, протягом цього часу продукція не може продаватися як органічна, і виробники не будуть отримувати цінові надбавки на свої товари протягом цього часу. Згідно з нормами канадського законодавства, корови, вівці та кози — єдині види тварин, які дозволено переводити на органічне виробництво. Вони повинні пройти перехідний період, тривалістю один рік, перш ніж їхня продукція може вважатися сертифікованою.

### Європа

#### Державна сертифікація органічної продукції
Країни Європейського Союзу отримали всеохоплююче органічне законодавство з впровадженням органічного регламенту ЄС у 1992 році. Відтоді в органічному законодавстві ЄС відбулося багато змін. Останній Регламент Європейського Парламенту і Ради (ЄС) № 2018/848 про органічне виробництво й маркування органічних продуктів було ухвалено 22 травня 2018 року. З 1 січня 2022 року в ЄС цей Регламент № 2018/848 введено в дію.
В новому законодавстві всі нормативно-правові акти згруповані відповідно до розділів основного регламенту. Тобто, правила виробництва (рослинництво, тваринництво, харчові продукти, корми, аквакультура), репродуктивний матеріал рослин і насіння, контроль, торгівля з третіми країнами тощо. Ключові зміни, що можна виділити в новому Регламенті № 2018/848, – це розширення сфери його застосування, посилення відповідальності операторів у разі виникнення підозри щодо забруднення продукції, перехід від еквівалентності до рівнозначності та встановлення вимог до групової сертифікації.
У 2009 році за результатами конкурсу дизайнів та онлайн-голосування було обрано новий логотип ЄС для органічної продукції. Логотип являє собою зелений прямокутник, на якому зображено дванадцять зірок (з прапора Європейського Союзу), розміщених таким чином, що вони утворюють форму листка на вітрі. На відміну від попередніх логотипів, на ньому не зазначено жодних слів, що скасовує вимогу щодо перекладу написів, які стосуються сертифікації органічних продуктів харчування.
Маркування ЄС для органічних продуктів було запроваджено з липня 2010 року.
Наразі євролисток є найбільш впізнаваним маркуванням в ЄС. Останнє опитування у 2022 році показало, що 61% європейців знають, що таке органічне маркування і ця цифра зросла на 5% всього лише за останні 2 роки, з моменту проведення попереднього опитування. А в березні 2012 року впізнаваність органічного маркування складала всього лише 24%.
Сучасне органічне маркування ЄС покликане сигналізувати споживачеві про те, що принаймні 95% інгредієнтів, використаних у перероблених органічних продуктах харчування, мають органічне походження.

#### Приватна сертифікація органічної продукції
Окрім державної органічної сертифікації, що регулюється Регламентом № 2018/848, існують приватні органічні стандарти у різних країнах:  
- Сертифікація за стандартами організації Bio Suisse[en], заснованої в 1981 році, яка є парасольковою організацією швейцарських фермерів, що займаються органічним виробництвом. Міжнародна діяльність в основному зосереджена на імпорті до Швейцарії і не підтримує експортну діяльність.
- Demeter International — найбільша організація з сертифікації біодинамічного сільського господарства, яка є одним з трьох домінуючих органічних органів сертифікації.[18] Біодинамічна сертифікація Demeter використовується в більш ніж 50 країнах для перевірки відповідності біодинамічних продуктів міжнародним стандартам у виробництві та переробці.[19] Програма сертифікації Demeter була заснована в 1928 році і була першим маркуванням для органічно вироблених продуктів харчування.

##### Німеччина
У Німеччині національне маркування було запроваджено у вересні 2001 року після політичної кампанії «Agrarwende» («Велика зміна в сільському господарстві»), яку очолила міністр Рената Кюнаст. Ця кампанія була розпочата після спалаху коров'ячого сказу у 2000 році. Її наслідки для сільського господарства досі оскаржуються іншими політичними партіями. Національний логотип «Біо» у формі шестикутника зелено-чорно-білого кольору набув широкої популярності.  
У німецькомовних країнах існували старі неурядові організації, які видавали маркування для органічних продуктів харчування задовго до того, як з'явився органічний регламент ЄС. Їхнє маркування досі широко використовуються, оскільки їхні вимоги значно суворіші, аніж вимоги органічного регламенту ЄС. Маркування органічних продуктів харчування «demeter» від Demeter International використовується з 1928 року, і це маркування досі вважається таким, що забезпечує найвищі стандарти для органічних продуктів харчування у світі. Серед інших активних неурядових організацій — Bioland (1971), Biokreis (1979), Biopark (1991), Ecoland (1997), Ecovin (1985), Gäa e.V. (1989), Naturland (1981) і Bio Suisse (1981).

##### Швейцарія
У Швейцарії продукти, що продаються як органічні, повинні щонайменше відповідати швейцарському органічному законодавству (Регламент 910.18). Для того, щоб продукт міг бути маркований логотипом Bio Suisse, він повинен відповідати більш високим стандартам.

##### Швеція
У Швеції органічною сертифікацією займається організація KRAV, членами якої є фермери, переробники, торговельні компанії, а також споживачі, екологи та захисники тварин.